# Hylaeus sinuatus
Hylaeus sinuatus är en biart som först beskrevs av Schenck 1853.  Hylaeus sinuatus ingår i släktet citronbin, och familjen korttungebin. Arten har ej påträffats i Sverige. Inga underarter finns listade i Catalogue of Life.